# Gökar
Gökar (Cuculidae) är en fågelfamilj i ordningen gökfåglar (Cuculiformes).
Familjen omfattar bland annat den europeiska göken, tuppgökar, koelgökar, malkohor, kouagökar, skatgökar, glansgökar, sporrgökar och anier. De två senare placeras ibland i de två egna familjerna Centropodidae och Crotophagidae. Tillsammans med sina två närmast släktingar, trappfåglarna och turakofåglarna, utgör gökfåglarna gruppen Otidimorphae.
Generellt är gökar mellanstora smala fåglar. De lever i häckar i träd, men en stor del även på marken. Familjen finns över stora delar av jorden, med flest arter i tropikerna. Vissa arter är flyttfåglar. De lever av insekter, larver, andra smådjur och även frukt. Vissa arter är boparasiter, vilket innebär att de lägger ägg i andra arters bon, men majoriteten tar hand om sina egna ungar.
Gökar har spelat en roll i kulturen i tusentals år, och förekommer exempelvis i grekisk mytologi. I Indien anses gökar vara heliga medan de i Japan förknippas med obesvarad kärlek.

## Systematik
Gökarna är enda familjen i ordningen gökfåglar, närmast släkt med trappfåglar och turakofåglar. DNA-studier har klarlagt systematiken inom familjen enligt nedan. Släktesindelning och artantal följer AviList:

### Underfamilj Crotophaginae
- Guira – guiragök
- Crotophaga – tre arter

### Underfamilj Neomorphinae
- Tapera – stripgök
- Dromococcyx – två arter
- Morococcyx – trastgök
- Geococcyx – två arter tuppgökar
- Neomorphus – fem arter amerikanska markgökar

### Underfamilj Couinae
- Carpococcyx – tre arter asiatiska markgökar
- Coua – tio arter på Madagaskar

### Underfamilj Centropinae
- Centropus – 29 arter sporrgökar

### Underfamilj Cuculinae
- Rhinortha – rostgök, tidigare i Phaenicophaeus
- Ceuthmochares – två arter gulnäbbar
- Taccocua – sirkeermalkoha, tidigare i Phaenicophaeus
- Zanclostomus – rödnäbbad malkoha, tidigare i Phaenicophaeus
- Phaenicophaeus – sju arter malkohor
- Rhamphococcyx – sulawesimalkoha
- Dasylophus – två arter malkhohor, varav luzonmalkohan ibland lyfts ut till det egna släktet Lepidogrammus
- Clamator – fyra arter skatgökar
- Coccycua – tre arter
- Piaya – tre arter
- Coccyzus – 13 arter regngökar och ödlegökar
- Pachycoccyx – tjocknäbbad gök
- Microdynamis – dvärgkoel
- Eudynamys – två till tre arter koelgökar
- Urodynamis – långstjärtad koel
- Scythrops – jättegök
- Chrysococcyx – sex arter glansgökar
- Chalcites – åtta arter glansgökar
- Heteroscenes – blekgök
- Caliechthrus – vitkronad gök
- Cacomantis – elva arter buskgökar
- Cercococcyx – tre arter långstjärtsgökar
- Surniculus – fyra arter drongogökar
- Hierococcyx – åtta arter hökgökar, tidigare i Cuculus
- Cuculus – elva arter